# Степной (Ляпинское сельское поселение)
Степно́й — посёлок в Новокубанском районе Краснодарского края.
Входит в состав Ляпинского сельского поселения.

## Население
| 2002 | 2010 |
| ---- | ---- |
| 7    | ↘6   |

## Улицы
В посёлке имеется одна улица: Степная.